# 羞恥管理
羞恥管理（英語：Stigma management）是指一個人在遭受社會羞辱、羞恥感明顯出現時，為了避免或減少來自人際關係的歧視而採用的策略或行動。社會羞辱是指人受到不公正的待遇、疏远或排擠等可能對人產生有害影響的情況，社会羞辱也被定义为「在社交中，人的身分或任何方面被贬低的情況。」

## 類別
依據被歧視的目標和羞恥是否显而易见，可以區分为有形或无形羞恥。
- 針對有形目標的歧视可能包含：种族、年龄、 性别、身體殘疾或畸形；
- 針對無形目標的歧视則可能包含：性取向、性别認同、宗教信仰、非婚生子、某些非外顯的疾病或精神疾病等。

### 無形羞恥
無形羞恥（Invisible stigma）可以定义为「一個不易讓他人看見，但會造成個人在社會上貶值的特性 」，如性取向、性别认同、宗教信仰、LGBT參與、未婚懷孕、輕重不等的疾病等。無形的社會身份會引發了一些不同的問題，相較於可見的社會身分，這些無形問題在不容易被探討。
當个人拥有一種无形羞恥，他们必须決定如何、何時显露出這種羞恥。以及撇開他人是否已經知道的前提，事先設想：如果透露了他们的羞恥，其他人是否能夠接受？而當他受到他人針對无形目標的歧視，更必须立即决定是否要在人際關係中透漏這些無形的身分、價值或態度。这可能是一個非常困難的决定，因為揭露自己無形的羞恥會產生正向或负向的不同結果，並會對個人的社會關係造成不同程度的影響。

### 有形羞恥
有形羞恥（Visible stigmas）。面對有形特質的羞恥則是相反的狀況，必須立即采取行动去减少紧张的對話或承认自己的某些特質並非常态。這些有形的羞恥出現時，人常常會使用一些补偿性的战略去面對，以减少人际關係中的歧视。

## 无形羞恥管理
一個拥有无形羞恥的人可以选择传递或透露的策略，以便在他們的人際互動中管理自己的身分。
- 跳過策略：不會向他人透露無形的羞恥，像是：製造、隱瞞和自由裁量權。
- 揭露策略：是一種身份管理策略，會向他人披露或揭示自己的無形羞恥，例如：信號、規範化和差異化。

### 跳過策略
跳過策略（Passing）可以被定義為「一種文化表演」，這種表演是指「一個特定社會群體的其中一個成員偽裝成另一個成員，以享受為主導群體提供的特權」。换句话说，透過簡單的選擇，決定不透露自己的的無形羞恥，換得群體的主导地位，即不會被歧視。 那些使用跳過策略的人必須經常留意社會線索，以避免意外洩露有關其隱藏身份的信息，並必須擔心來自大多數顯性群體的人都不會分享的線索。人可能依赖于几种不同的传递策略來隐瞒他们的無形羞恥。这些策略包括：製造、隱瞞和自由裁量权。
制造策略（Fabrication）：是指故意提供關於自己的虚假信息（即說謊），以便隐藏自己的無形羞恥。个體使用这種欺骗手段的策略来创造一个假身份，以避免透露可能使他们受到歧视的特征。在涉及女同性恋、同性恋、双性恋和变性者等LGBT群體的研究中人，Woods發現了一種類似於假冒的策略，這種策略行為構建了一個假的異性戀身份，並成為一個製造策略的代表案例 。使用這種製造策略的同志甚至可能在他們的同事面前假裝自己有一個異性戀伴侶。
隐瞒策略（Concealment）：隱瞞策略指的是采取预防性措施，以防止他人发现能夠透露自身無形羞恥的個人特徵 。使用这种策略的人不会像使用製造策略的人积极地使用假象和欺骗策略，但他们仍然會积极並精心的保护自己並避免透露太多的个人信息。Woods在涉及同志的研究中確定了這是一種最简单避免公開自己性身分的策略。
自由裁量權（Discretion）：又可稱為斟酌权，這個策略與隱瞞策略有一些微妙的差異，但它也同樣涉及到避免回答或透露那些具体關於他们無形羞恥的問題 。自由裁量權並不像其他兩種跳過策略那樣活躍，這種策略讓自己在人際關係中難以捉摸，並且當談話涉及到自己有可能個歧視的身份時，會使用模糊的語言說話 。這種策略與隱瞞策略的區別舉例是：一個非常願意向他人透露個人信息的人，但他也非常不願意討論那些可能與他無形羞恥相關的任何話題。

### 揭露策略
揭露策略（Revealing）指當一個人選擇向周圍的人公開一個無形羞恥時，他會選擇要在什麼情況下揭露這個羞恥；以及選擇揭露羞恥的程度多少。例如：一個員工可以選擇向周圍會遇到的每個人透露自己的無形羞恥，或者他也可以會選擇只告訴一些他比較能將羞恥說得出口的少數人。人們可能使用幾種不同的策略來揭露他們的無形恥辱。這些策略包括：信號，規範和區分。